# Тудель Катерина Іванівна
Катери́на Іва́нівна Тудель (1911 , Юзівка, Бахмутський повіт, Катеринославська губернія, Російська імперія  — невідомо ) — українська радянська діячка, новатор сільськогосподарського виробництва, ланкова колгоспу імені Сталіна Срібнянського району Чернігівської області. Депутат Верховної Ради УРСР 1-го скликання.

## Біографія
Народилася 1911 року в багатодітній родині бідного селянина Івана Прокоповича Квіти в місті Юзівка, тепер місто Донецьк, Донецька область, Україна. Батько пішов працювати на шахти міста Юзівки на Донбасі, незабаром перевіз туди і родину.
З 1918 року Катерина проживала і виховувалася в родині рідного дядька Неліпи в селі Іванківцях (тепер — Срібнянського району Чернігівської області). Рік навчалася в сільській школі. Потім наймитувала, працювала в сільському господарстві.
З початку 1930-х років — колгоспниця, з 1933 року — ланкова колгоспу імені Сталіна села Іванківці Срібнянського району Чернігівської області. Вирощувала високі врожаї махорки та м'яти. У 1937 році отримала 75 центнерів махорки, а у 1938 році — 75,5 центнерів махорки із гектара.
26 червня 1938 року обрана депутатом Верховної Ради УРСР 1-го скликання по Срібнянській виборчій окрузі № 152 Чернігівської області.
Станом на 1945 рік — завідувач ферми колгоспу імені Сталіна села Іванківці Срібнянського району.

## Нагороди
- медаль «За трудову відзнаку» (7.02.1939)